# Paul Halas
Paul Halas, född 1949 i Woking i Surrey, är en brittisk serieskapare och manusförfattare.

## Biografi
Paul Halas studerade vid London International Film School 1969–1971 och arbetade därefter som manusförfattare hos flera brittiska och nederländska filmstudior. Under denna period skrev han bland annat manus till den tecknade tv-serien Doktor Snuggles. Efter detta började han 1978 arbeta på uppdrag av Egmont (Gutenberghus). Då började han bland annat skriva Kalle Anka. Vid sidan om detta har han även skrivit ett flertal andra serier.